# El Zapatero, Durango
El Zapatero är en ort i Mexiko.   Den ligger i kommunen Tamazula och delstaten Durango, i den centrala delen av landet, 900 km nordväst om huvudstaden Mexico City. El Zapatero ligger 671 meter över havet och antalet invånare är 129.
Terrängen runt El Zapatero är kuperad västerut, men österut är den bergig. Runt El Zapatero är det mycket glesbefolkat, med 5 invånare per kvadratkilometer. Närmaste större samhälle är Los Remedios, 4,3 km nordväst om El Zapatero. I omgivningarna runt El Zapatero växer huvudsakligen savannskog.